# ایتو مانشو
ایتو مانشو (به ژاپنی: 伊東マンショ)؛( تاریخ ورودی نامعتبر است – ۱۳ نوامبر ۱۶۱۲) یکی از چهار نوجوانی بود که در سال ۱۵۸۲ همراه با گروه اعزامی تنشو به روم رفت. وی پس از بازگشت به ژاپن فعالیت خود را در جهت گسترش مسیحیت ادامه داد و پایگاه خود را قلمروی کوکورا قرار داد. در سال ۱۶۱۱ توسط دایمیوی این قلمرو هوسوکاوا تادائوکی از این قلمرو رانده شد. سپس به ناکاتسو، اوئیتا رفت اما از ناکاتسو هم رانده شده و پس از آن به ناگاساکی نقل مکان کرده و در سال ۱۶۱۲ در این شهر به علت بیماری درگذشت.